# David Arap
David Arap (Koprivnica, 9 marzo 1995) è un calciatore croato, centrocampista del Podravac Virje.

## Carriera
Il 13 agosto 2018 viene acquistato a titolo definitivo dalla squadra slovena del Rudar Velenje.